# محوطه مین آخور داش
محوطه مین آخور داش مربوط به دوران‌های تاریخی پس از اسلام است و در شهرستان طوالش، بخش مرکزی، روستای مکش واقع شده و این اثر در تاریخ ۱۱ مهر ۱۳۸۳ با شمارهٔ ثبت ۱۱۱۶۸ به‌عنوان یکی از آثار ملی ایران به ثبت رسیده است.